# Maria Teresa Gibert i Perotti
Maria Teresa Gibert i Perotti (Barcelona, 27 de setembre de 1904 - Sant Cugat del Vallès, 2 de gener de 1991) va ser una periodista i política catalana.
Després d'estudiar a l'Institut de Cultura i Biblioteca Popular de la Dona, començà a publicar articles en diferents mitjans: Imatges, La Humanitat, L'Opinió, Fornal, Foment, Evolució, La Rambla, Companya, La Campana de Gràcia, Meridià, i els seus articles versaven sobre política i feminisme, principalment.
Políticament, era militant d'Esquerra Republicana, partit del qual va ser membre del comitè executiu. Va participar en la campanya per aconseguir l'Estatut del 1932 fent de ponent als mítings, sobretot per demanar l'adhesió de les dones.
Era sòcia de l'Ateneu Barcelonès, de l'Associació de Periodistes de Barcelona, del Club Femení i d’Esports, de la Lliga Femenina Catalana per la Pau i la Llibertat, Va ser la presidenta de la Unió de Dones de Catalunya en el moment del Primer Congrés Nacional de la Dona, en el qual va presentar una ponència. Va ser vocal del Patronat Català de Protecció de la Dona de la Generalitat de Catalunya.
Després del naixement de la filla que tingué amb Rafael Castelltort, deixà la política, tot i que no totalment. El seu compromís polític i el del seu company, al Parlament de Catalunya, la portaren després de la Guerra Civil a haver d'exiliar-se a França, a Montpeller, i després a París, on va contribuir juntament amb la Unión de Mujeres i la Union des Femmes Françaises a la creació d’un organisme internacional similar a la Unió de Dones de Catalunya. Tornà a Barcelona el 1948, amb la seva família, i gràcies a la seva companya de files Carme Nicolau, que havia tornat abans, va poder treballar a Ràdio Barcelona com a mecanògrafa fins a la jubilació. En aquests anys va escriure guions, algun dels quals fou premiat.